# Born Again (Black Sabbath)
Born Again is het elfde album van de Britse heavymetalband Black Sabbath. Na een ruzie tussen Tony Iommi en Ronnie James Dio (over het mixen van het livealbum Live Evil) zijn Dio en drummer Vinny Appice uit de band gestapt om de band Dio op te richten. Ter vervanging van Appice keerde drummer Bill Ward terug, en huurde de band Deep Purple zanger Ian Gillan in. Mede hierdoor wordt dit als een controversieel album beschouwd.
Het album is vooral berucht vanwege de albumhoes, waarop een baby staat met gele nagels en duivelhoorntjes. Het frappante was dat de tekenaar van de hoes (Steve Joule) ontslagen wilde worden bij zijn ontwerpcommissie, omdat hij het liefst albumhoezen wilde ontwerpen voor Ozzy Osbourne. Tot zijn grote verbazing (en frustratie) keurden Tony Iommi en Geezer Butler de albumhoes goed. Ian Gillan en Bill Ward waren niet aanwezig bij de presentatie van de albumhoes, maar later vertelden ze dat ze de hoes lelijk vonden. Gillan had een hekel aan de hoes, maar was vooral heel erg in de audiomix teleurgesteld, waardoor hij een doos met 50 exemplaren van het album uit een raam gooide, die hij eigenlijk aan vrienden en kennissen had willen geven. (Over het originele geluid in de studio was hij wel tevreden !) De hoes wordt vaak als lelijk beschouwd, maar er zijn ook mensen die de albumhoes wel mooi vinden, zoals Chris Barnes van Six Feet Under en Max Cavalera van Sepultura.
Het album zelf werd niet al te positief ontvangen. Popencyclopedie Oor noemde dit album "Een artistiek doodgeboren kindje", waarmee ze verwezen naar de baby op de hoes. Op Allmusic vond men de humor van Gillan en de duisternis van Black Sabbath niet bij elkaar passen. Er zijn ook mensen die het album wel goed vinden, waaronder Ozzy Osbourne. Hij zei in een interview in 1983 dat Born Again het beste album van Black Sabbath is sinds hij de band verliet.
Tijdens de tournee van dit album waren er ook enkele problemen; Men was van plan om een zogenaamde 'stonehenge' op het podium te plaatsen. De manager van de band (Don Arden, de vader van Sharon Osbourne) noteerde de afmetingen van de stonehenge in meters, maar hij bedoelde het in voeten. Hij gaf de afmetingen aan de tourmanager, en deze maakte dus een stonehenge set van 15 meter. Dit was veel te groot en de gehele set paste met geen enkele mogelijkheid in een gebouw. In plaats daarvan werden er slechts bepaalde delen van de set gebruikt tijdens de tournee.
Drummer Bill Ward kon niet mee op tournee vanwege persoonlijke problemen. In zijn plaats kwam drummer Bev Bevan van Electric Light Orchestra. Tijdens de tournee van dit album speelde Black Sabbath geregeld het Deep Purple-nummer Smoke On The Water (meestal als toegift, aangezien Ian Gillan lid was van Deep Purple. Na de tournee van dit album heeft Ian Gillan de band verlaten om zich weer bij Deep Purple te voegen. Vaak wordt dit album als het laatste "echte" Black Sabbath album beschouwd, omdat het (volgens de fans) hierna meer op een soloproject van Tony Iommi leek.
Van dit album zijn twee nummers als single uitgebracht: Trashed en Zero The Hero. Beide nummers hadden ook een videoclip.

## Inhoud
1. Trashed
2. Stonehenge
3. Disturbing The Priest
4. The Dark
5. Zero The Hero
6. Digital Bitch
7. Born Again
8. Hot Line
9. Keep It Warm

De teksten van de nummers zijn voornamelijk door Ian Gillan zelf geschreven. De teksten gaan vooral over dingen die de band zelf heeft meegemaakt. Zo gaat Trashed over iemand die onder invloed van drank gaat racen, maar met zijn auto over de kop gaat. Dit heeft Ian Gillan zelf meegemaakt toen hij met de auto van drummer Bill Ward op het terrein van de opnamestudio ging racen, en vervolgens met die auto over de kop ging.
Disturbing The Priest heeft de band geschreven nadat ze, terwijl ze een nummer opnamen, een priester verstoorden tijdens een mis. Ze moesten hierna hun opnameschema aanpassen, om een dergelijke situatie te voorkomen.
Keep It Warm heeft Ian Gillan geschreven voor zijn vriendin, met wie hij een jaar later, in 1984, trouwde.

## Artiesten
- Ian Gillan: zang
- Tony Iommi: gitaar
- Geezer Butler: bas
- Bill Ward: drums